# Vincelles (Yonne)
Vincelles es una localidad y comuna francesa situada en la región de Borgoña, departamento de Yonne, en el distrito de Auxerre y cantón de Coulanges-la-Vineuse.

## Demografía
| 511 | 526 | 473 | 576 | 811 | 724 | 837 | 933 | 859 | 863 | 917 | 842 | 784 | 852 | 840 | 800 | 780 | 708 | 670 | 632 | 563 | 637 | 612 | 655 | 695 | 772 | 692 | 728 | 727 | 749 | 826 | 841 | 941 |
| Para los censos de 1962 a 1999 la población legal corresponde a la población sin duplicidades (Fuente: INSEE [Consultar]) |     |     |     |     |     |     |     |     |     |     |     |     |     |     |     |     |     |     |     |     |     |     |     |     |     |     |     |     |     |     |     |     |